# قليقلة
القليقلة أو المنوارتية (الاسم العلمي: Minuartia) هي جنس من النباتات يتبع الفصيلة القرنفلية من رتبة القرنفليات. أطلق عالم النبات السويدي كارل لينيوس الاسم اللاتيني لهذا الجنس تكريماً لعالم النبات والصيدلي الإسباني خوان منوارت (بالإسبانية: Juan Minuart)‏ (1693-1768). يوجد أكثر من عشرين نوعًا منها واطنة في الوطن العربي.

## من أنواعها الواطنة في الوطن العربي
- القليقلة الجميلة (باللاتينية: Minuartia formosa) في بلاد الشام

- القليقلة الرقيقة (باللاتينية: Minuartia subtilis) في بلاد الشام

- القليقلة زعترية الأوراق (باللاتينية: Minuartia thymifolia) في بلاد الشام

- القليقلة السينائية (باللاتينية: Minuartia sinaica) في بلاد الشام

- القليقلة ال صغيرة (باللاتينية: Minuartia parvulorum) في بلاد الشام

- القليقلة العرعرية (باللاتينية: Minuartia juniperina) في بلاد الشام

- القليقلة الغجرية نويع الغجرية (باللاتينية: Minuartia mesogitana subsp. mesogitanaa) في بلاد الشام

- القليقلة الغجرية نويع التركمانية (باللاتينية: Minuartia mesogitana subsp. turcomanica) في بلاد الشام

- القليقلة الكروية (باللاتينية: Minuartia globulosa) في بلاد الشام